# AcoustiClub
AcoustiClub è il terzo album della cantante italiana Neja, pubblicato a metà del 2008.

## Album
Poco prima dell'estate 2008, con una mossa a sorpresa, Neja stravolge la sua immagine con l'album Acousticlub, un cd di 10 tracce (rivisitazioni di noti successi internazionali come Sweet dreams degli Eurythmics, I'll fly for you degli Spandau Ballet, Sleeping Satellite di Tasmin Archer, Man in the mirror di Michael Jackson, You don't understand me, Do ya think I'm sexy) in pura chiave jazz e pop. L'arrangiamento è ricco di strumenti acustici, quali contrabbasso, pianoforte, percussioni, arpa, fiati e chitarra.

## Tracce
1. Sweet Dreams – 2:24 (Annie Lennox, David A. Stewart)
2. I'll Fly For You – 3:33 (Gary Kemp)
3. Sleeping Satellite – 3:25 (John Robert Beck, John Hughes, Tasmin Archer)
4. Man In The Mirror – 3:16 (Glen Ballard)
5. The Game – 3:07 (A. Cacciola, A. Bagnoli)
6. You Don't Understand Me – 4:35 (D. Child, P. Gessle)
7. Destiny – 3:42 (A. Cacciola, A. Bagnoli)
8. Da Ya Think I'm Sexy – 3:59 (Carmine Appice, D. Hitchings, Rod Stewart)
9. Baby One More Time – 3:19 (Martin Sandberg)
10. Papa Don't Preach – 8:41 (Brian Elliot)

Durata totale: 40:01